# Ray Aghayan

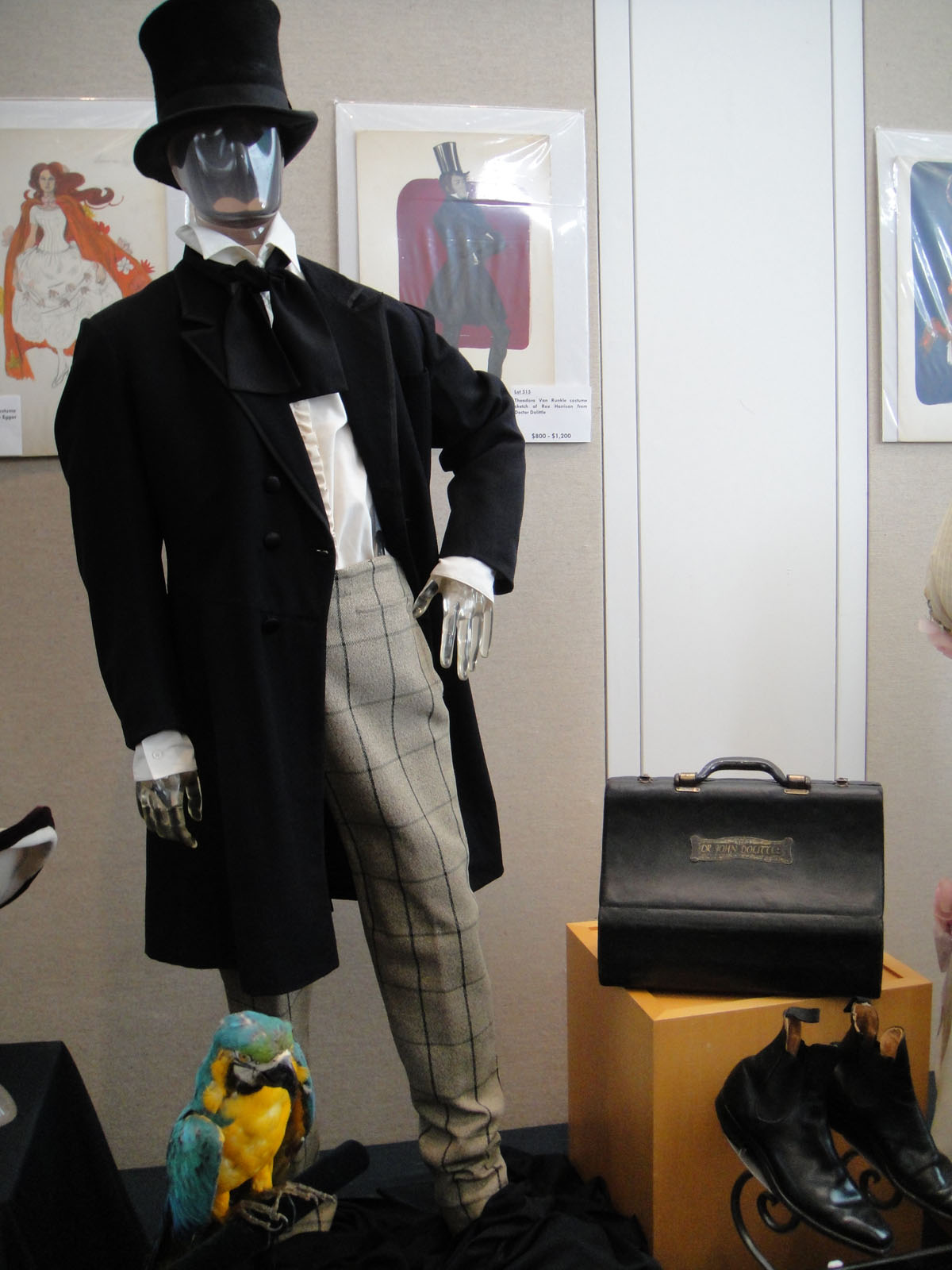
Diseño de vestuario de Rex Harrison en Doctor Dolittle (1967)

Gorgen Ray Aghayan (Teherán, 28 de julio de 1928-Los Ángeles 10 de octubre de 2011) fue un diseñador de vestuario de la industria cinematográfica estadounidense. Ganó un Premio Emmy y fue nominado en tres ocasiones a los Premios Óscar por su diseño de vestuario. Desde principios de la década de los 60 hasta su muerte en 2011, su socio fue el diseñador de moda Bob Mackie.

## Biografía
Aghayan nació en Teherán, en el seno de una familia armenia rica. La madre de Aghayan se quedó viuda cuando era muy joven y era modista de la familia Pahlavi. A los 13 años, Aghayan fue asistente de diseño para la corte del Shah Mohammad Reza Pahlavi. Sus primeros diseños fueron para Fawzia de Egipto, la primera mujer del Shah de Irán. En la década de los 40, Aghayan se trasladó a California. Su madre le acompañaría en esa aventura 30 años después, junto antes de la Revolución iraní.
En la década de los 50, Aghayan comenzó a trabajar como diseñador de vestuario para la televisión en Los Ángeles. En 1963–64, Aghayan diseñó vestuarios para Judy Garland para su show musical de variedades de la CBS. Ganó un Premio Emmy en 1967 junto a su socio Bob Mackie por su trabajo en Alice Through the Looking Glass. Aghayan también fue nominado en el tres ocasiones a los Óscar al mejor diseño de vestuario por Los locos años de Chicago (Gaily, Gaily) (1970), El ocaso de una estrella (Lady Sings the Blues) (1973) y Funny Lady (1976). fue el responsbale del diseño de vestuario en las ceremonias de apertura y clausura de los Juegos Olímpicos de Los Ángeles 1984.
Aghayan murió el 10 de octubre de 2011, en su casa de Los Ángeles a causa de un infarto de miocardio.

## Premios y distinciones
Premios Óscar
| Año  | Categoría                 | Película                  | Resultado |
| ---- | ------------------------- | ------------------------- | --------- |
| 1970 | Mejor vestuario           | Los locos años de Chicago | Nominado  |
| 1973 | Mejor diseño de vestuario | El ocaso de una estrella  | Nominado  |
| 1976 | Mejor diseño de vestuario | Funny Lady                | Nominado  |